# Rivière Noire (rivière du Nord)
Pour les articles homonymes, voir Rivière Noire.
La rivière Noire est un affluent de la rivière du Nord, coulant dans les municipalités de Mont-Blanc, Ivry-sur-le-Lac et Sainte-Agathe-des-Monts, dans la municipalité régionale de comté (MRC) Les Laurentides, dans la région administratives des Laurentides, au Québec, au Canada.
Ce ruisseau coule principalement en zones forestières, en traversant une zone résidentielle en fin de cours, soit le Domaine-Guindon.

## Géographie
La source de la rivière Noire est située à l'embouchure du lac Nantel (longueur : 1,2 km ; altitude : 433 m) dans la municipalité de Mont-Blanc. Ce lac est situé à 0,3 km au sud de la limite de la municipalité de Lac-Supérieur, à 7,7 km à l'ouest du lac Brûlé et à 11,9 km au nord-ouest du centre du village de Sainte-Agathe-des-Monts.
À partir de l'embouchure du lac de tête, la rivière Noire coule sur 27,0 km selon les segments suivants : 
- 5,6 km dans la municipalité de Mont-Blanc, vers le sud en traversant un terrain de golf jusqu'à la route 117, puis vers l'est, jusqu'à la limite de Ivry-sur-le-Lac ;
- 0,4 km vers le nord-est dans Ivry-sur-le-Lac, jusqu'à la limite de Sainte-Agathe-des-Monts ;
- 2,5 km vers l'est dans Sainte-Agathe-des-Monts, en formant une demi-boucle autour d'un petit lac (altitude : 380 m), jusqu'à la limite de Ivry-sur-le-Lac ;
- 5,3 km vers le sud-est dans Ivry-sur-le-Lac, jusqu'au pont de route 117 ;
- 5,4 km vers le sud-est en coupant le chemin de la Gare, jusqu'à la limite de Sainte-Agathe-des-Monts ;
- 2,8 km vers le sud-est, jusqu'au pont de la route 117 ;
- 5,0 km vers le sud-est, en passant dans le Domaine-Guindon, en passant du côté nord du hameau Mont-Castor, et en coupant le chemin de Beresford-Park et la route 329-Nord, en serpentant jusqu'à la confluence de la rivière[1].

La rivière Noire se déverse sur la rive ouest de la rivière du Nord. Cette confluence est située du côté nord du centre du village de Sainte-Adèle, à 1,2 km au nord de l'autoroute 15 et à 1,7 km en aval du barrage de l'embouchure du lac Brûlé qui constitue le principal plan d'eau de tête de la rivière du Nord.

## Toponymie
Le toponyme rivière Noire a été officialisé le 6 septembre 1984 à la Commission de toponymie du Québec.